# FK Obolon Kiev
FK Obolon Kiev (Oekraïens: "Фк Оболонь-Бровар") is een Oekraïense voetbalclub uit de hoofdstad Kiev. De club is een doorstart van FK Obolon.

## FK Obolon
De club werd in 1992 opgericht als Zmina en begon in de lagere reeksen. In 1993 verhuisde de club naar het Obolon rayon en de naam werd Zmina-Obolon. Sinds 1995 werd enkel als Obolon gespeeld. Na enkele jaren in de Droeha Liha promoveerde de club in 1999 naar de Persja Liha en werd de lokale brouwerij (brovar) de hoofdsponsor. De club kon niet standhouden en degradeerde naar de Droeha Liha. Maar daar was Obolon dan weer te sterk en promoveerde terug. Het tweede seizoen in de Persja Liha was een stuk succesvoller, Obolon werd derde en promoveerde in één ruk door naar de Vysjtsja Liha. In 2003 werd de degradatie net vermeden, het tweede seizoen verliep al een stuk beter met een zesde plaats maar het volgende seizoen degradeerde de club desondanks. Terug in de Persja Liha werd opnieuw de derde plaats behaald die dit keer geen recht gaf op promotie. In 2009 promoveerde de club echter weer wel om in 2012 weer te degraderen. Op 21 februari 2013 trok de club zich vanwege financiële problemen en een conflict tussen bestuurders en investeerders terug en ging failliet.

## FK Obolon-Brovar
Vanuit het tweede team, wat ook lang in de Droeha Liha speelde, en de jeugdopleiding werd door de voorzitter van de oude club met steun van brouwerij Obolon een doorstart gemaakt onder de naam Obolon-Brovar. Na één jaar in het regionale amateurvoetbal kwam de club in voor het seizoen 2013/14 weer in de Droeha Liha. In het seizoen 2014/15 promoveerde Obolon-Brovar na een tweede plaats naar de Persja Liha. Daarin werd in het seizoen 2015/16 een derde plaats behaald. In 2020 wijzigde de club opnieuw de naam in FK Obolon. Promotie naar het hoogste niveau werd voor het eerst in 2023 behaald, hierdoor komt de club in het seizoen 2023/24 uit in de Premjer Liha.

## Seizoensresultaten vanaf 1994
| Seizoen | Competitie           | Niveau | Eindstand | Beker       | Opmerking                                               |
| ------- | -------------------- | ------ | --------- | ----------- | ------------------------------------------------------- |
| 1993/94 | Amateur Liga Groep 2 | IV     | 3         | --          |                                                         |
| 1994/95 | Amateur Liga Groep 3 | IV     | 1         | --          |                                                         |
| 1995/96 | Droeha Liha Groep A  | III    | 4         | 2e ronde    |                                                         |
| 1996/97 | Droeha Liha Groep A  | III    | 4         | 3e ronde    |                                                         |
| 1997/98 | Droeha Liha Groep C  | III    | 5         | 1e ronde    |                                                         |
| 1998/99 | Droeha Liha Groep C  | III    | 1         | 2e ronde    |                                                         |
| 1999/00 | Persja Liha          | II     | 16        | 1e ronde    |                                                         |
| 2000/01 | Droeha Liha Groep B  | III    | 1         | --          |                                                         |
| 2001/02 | Persja Liha          | II     | 3         | 8e finale   |                                                         |
| 2002/03 | Vysjtsja Liha        | I      | 14        | 8e finale   |                                                         |
| 2003/04 | Vysjtsja Liha        | I      | 6         | 8e finale   |                                                         |
| 2004/05 | Vysjtsja Liha        | I      | 15        | 2e ronde    |                                                         |
| 2005/06 | Persja Liha Groep A  | II     | 3         | 1e ronde    |                                                         |
| 2006/07 | Persja Liha Groep A  | II     | 3         | 2e ronde    |                                                         |
| 2007/08 | Persja Liha Groep A  | II     | 3         | 1e ronde    |                                                         |
| 2008/09 | Persja Liha Groep A  | II     | 2         | 8e finale   |                                                         |
| 2009/10 | Premjer Liha         | I      | 11        | kwartfinale |                                                         |
| 2010/11 | Premjer Liha         | I      | 10        | 2e ronde    |                                                         |
| 2011/12 | Premjer Liha         | I      | 15        | 2e ronde    |                                                         |
| 2012/13 | Persja Liha          | II     | 17        | 2e ronde    | Teruggetrokken vanwege ontbreken financiële middelen.   |
| 2013/14 | Droeha Liha          | III    | 8         | 2e ronde    |                                                         |
| 2014/15 | Droeha Liha          | III    | 2         | 3e ronde    |                                                         |
| 2015/16 | Persja Liha          | II     | 3         | 8e finale   | Ligatopscorer: Artem Favorov (16)                       |
| 2016/17 | Persja Liha          | II     | 9         | 8e finale   |                                                         |
| 2017/18 | Persja Liha          | II     | 14        | 2e ronde    |                                                         |
| 2018/19 | Persja Liha          | II     | 6         | 2e ronde    |                                                         |
| 2019/20 | Persja Liha          | II     | 6         | 3e ronde    |                                                         |
| 2020/21 | Persja Liha          | II     | 8         | 2e ronde    |                                                         |
| 2021/22 | Persja Liha          | II     | 4         | 4e ronde    | Gespeeld tot kwartfinale i.v.m. Russische inval         |
| 2022/23 | Persja Liha          | II     | 2         | --          | Geen bekertoernooi i.v.m. Russische inval               |
| 2023/24 | Premjer Liha         | I      | 14        | kwartfinale | PD-wedstrijden > FK Liviy Bereh Kiev: 1-0 (T) / 1-1 (U) |
| 2024/25 | Premjer Liha         | I      | 11        | 8e finale   |                                                         |
| 2025/26 | Premjer Liha         | I      | .         |             |                                                         |